# Дональд Девідсон (філософ)
Дональд Герберт Девідсон (англ. Donald Herbert Davidson; 6 березня 1917, Спрингфілд — 30 серпня 2003, Берклі) — американський філософ. З 1981 до 2003 року Слуссерівський професор філософії в Університеті Каліфорнії, також викладав у Стенфордському університеті, Рокфеллерівському університеті, Прінстонському університеті та Чиказькому університеті. Девідсон був відомий своєю харизматичною особистістю, глибиною і складністю своїх міркувань. Його робота мала значний вплив у багатьох галузях філософії починаючи з 1960-х років, особливо у філософії розуму, філософії мови й теорії дії.  Девідсон був філософом-аналітиком і тому мав значний вплив саме на аналітичну філософію, але його робота привернула увагу суспільства і в континентальній філософії, особливо в теорії літератури та суміжних галузях.
Хоча він публікував переважно короткі есе, які явно не впливають на будь-яку переорієнтацію теорії, його робота все ж відзначена уніфікованим характером, тими ж методами та ідеями, що пов'язані з безліччю розрізнених між собою проблем у синтезі робіт багатьох інших філософів. Він розробив впливову умовно-образну семантику, подав ідею психічних подій, керуючись суворими психологічними законами, і відкинув концепцію лінгвістичного розуміння, яке стосується конвенцій або правил, переконливо констатуючи, що «немає такого поняття, як мова, в такому уявленні, як вивчають багато філософів та лінгвістів, тому немає такої речі, яку можна було б вивчити, освоїти або народитися з цим». Кажуть, що його філософська робота загалом пов'язана з тим, як люди спілкуються і взаємодіють один з одним.

## Життя
Девідсон народився в Спрінгфілді, штат Массачусетс 6 березня 1917 року від Кларенси («дави») Герберт Девідсон і Грейс Корделія Ентоні. Його сім'я жила у Філіппінах, поки йому не виповнилося 4 роки. Потім, поживши в Амгерсті і Філадельфії, сім'я, нарешті, зупинилася на острові Стейтен-Айленд, коли Девідсону було 9 або 10 років. Потім він почав відвідувати суспільну школу і треба було починати в першому класі з молодшими дітьми. Після того він навчався у Стейтен-Айлендській Академії, починаючи з четвертого класу.
У Гарвардському Університеті він змінив пріоритет у навчанні з англійської мови  на порівняльне літературознавство (Теодора Спенсера на Вільяма Шекспіра і Біблію, Гаррі Левіна на Джеймса Джойса) на класиків та філософію. Він закінчив навчання 1939 року зі ступенем бакалавра з відзнакою.
Девідсон був піаністом і завжди цікавився музикою, пізніше викладав філософію музики в Стенфорді. У Гарварді він був у тому ж класі, що диригент і композитор Леонард Бернштейн, з яким Девідсон грав на фортепіано в чотири руки. Бернштейн написав музичну партитуру для постановки, яку Девідсон поставив з п'єси Арістофана «Птахи». Деяка частина музики пізніше була використана повторно в балеті Бернштейна «Fancy Free».
Після закінчення університету він вирушив до Каліфорнії, де писав радіосценарії для драматичного театру «Великого міста», у головній ролі якого був Едвард Г. Робінсон. Він повернувся до Гарварду на стипендію з класичної філософії, викладав філософію й одночасно проходив інтенсивну підготовку в Гарвардській школі бізнесу. До того, як Девідсон отримав можливість закінчити Гарвардську школу бізнесу, він був призваний до ВМС США. Він навчав пілотів розпізнавати ворожі літаки і брав участь у вторгненнях до Сицилії, Салерно і Анціо. Після трьох з половиною років на флоті він безуспішно намагався написати роман, перш ніж повернутися до його філософії досліджень і здобути докторський ступінь з філософії у 1949 році. Тема його дисертації «Філеб Платона».
Під впливом В. О. Куайна, якого часто називав своїм наставником, він почав поступово звертатися до більш формальних методів і точних проблем, характерних для аналітичної філософії.
У 1950-х роках Девідсон працював з Патріком Супепсом над розробкою експериментального підходу до теорії прийняття рішень. Вони дійшли висновку, що неможливо ізолювати вірування і переваги суб'єкта незалежно один від одного, тому завжди існує безліч способів аналізу дій людини з погляду того, що вона хоче, намагається зробити або цінує. Цей результат перегукувався з тезою Куайна про невизначеність перекладу і виразно позначився на більшій частині роботи Девідсона з філософії розуму.
Його найбільш помітна робота (див. нижче) була опублікована в серії есеїв 1960-х років, послідовно переходить через філософію дії у філософію розуму і філософію мови, коли автор іноді займався естетикою, філософською психологією та історією філософії.
Девідсон багато подорожував і мав велике коло інтересів, якими займався з величезною енергією. Крім гри на піаніно, він отримав ліцензію пілота, будував радіоприймачі, також він любив альпінізм і серфінг.
Він був одружений тричі. Його першою дружиною була художниця Вірджинія Девідсон, з якою в нього була єдина дитина, дочка Елізабет (Девідсон) Бойєр. Після розлучення з Вірджинією Девідсон одружився вдруге з Ненсі Хіршберг, професором психології в Університеті штату Іллінойс в Урбана-Шампейн, а потім в Чиказькому. Вона померла 1979 року. 1984 року Девідсон одружився втретє і востаннє з філософом Марсією Кавелл. Томас Нагель еліптично характеризував його як «глибоко еротичний».
Він обіймав посади президента як Східного, так і Західного відділів Американської філософської асоціації і різні професійні посади в Коледжі Квінса (нині частина CUNY), Стенфорді, Прінстоні, Рокфеллерівському університеті, Гарварді, Оксфорді та Чиказькому університеті. З 1981 року до останніх днів Девідсон працював у Каліфорнійському університеті в Берклі, де був професором філософії. 1995 року він отримав премію Жана Ніколи.

## Думки

### Дії, підстави і причини
Найбільш відома робота Девідсона почалася 1963 року з есе «Дії, підстави і причини», яка намагалася спростувати переважну ортодоксальну точку зору, широко приписувану Людвігу Витгенштейну, що вже була присутня у «Війні і мирі» Льва Толстого, що підстави дії актора не можуть бути причиною його дій (Malpas, 2005, § 2). Замість цього Девідсон стверджував, що «раціоналізація (надання підстав для пояснення дій агента) є видом звичайного причинного пояснення» (1963, стор 685). Зокрема, дія A пояснюється тим, що Девідсон назвав основною причиною, яка включає в себе про-відношення (грубо кажучи, інструментальне переконання, що виконання дії A є засобом для досягнення G). Наприклад, чиясь головна причина для того, щоби взяти парасольку в дощовий день, може полягати в тому, що ви хочете залишатися сухими і вважати, що використання парасольки — це засіб, щоб залишатися сухим сьогодні.
Ця точка зору, яка значною мірою відповідає народній психології здорового глузду, частково будувалася на тій підставі, що, хоча каузальні закони повинні бути строгими і детермінованими, пояснення щодо причин не вимагається. Девідсон стверджував, що той факт, що вираження причини не було настільки точним, не означає, що наявність причини не може впливати на поведінку. Кілька інших есеїв підтримують цю точку зору і розробляють теорію дій Девідсона.

### Психічні події
У «Психічних подіях» (1970) Девідсон висунув удосконалену теорію ідентичності у формі символів про розум: символічні ментальні події ідентичні символічним фізичним подіям. Одна з попередніх проблем полягала в тому, що не є можливим забезпечити закони, що стосуються психічних станів. Наприклад, вважати, що небо блакитне або хотіти гамбургер, фізичними станами, такими як моделі нейронної активності мозку. Девідсон стверджував, що таке скорочення не знадобиться для тези ідентичності: можливо, що кожна індивідуальна психічна подія є тільки відповідною фізичною подією, без наявності законів, що зв'язують типи (на відміну від токенів) психічних подій з типами фізичних подій. Девідсон стверджував, що той факт, що ніяке таке скорочення не можна зробити, не тягне за собою твердження, що розум — це щось більше, ніж мозок. Отже, Девідсон назвав своє відкриття аномальним монізмом: монізм, тому що стверджує, що в питаннях психічних і фізичних подій мова йде тільки про одне; аномальний, тому що ментальні та фізичні типи подій не можуть бути пов'язані суворими законами (закони без винятків).
Девідсон стверджував, що аномальний монізм висновок з трьох правдоподібних тез. По-перше, він передбачає заперечення епіфеноменалізму, заперечення думки про те, що психічні події не викликають фізичних явищ. По-друге, він передбачає номологічний погляд на причинність, згідно з якою одна подія викликає іншу, якщо (і тільки якщо) існує строгий, винятковий закон, що регулює зв'язок між подіями. По-третє, він передбачає принцип аномалізму психічного, згідно з яким немає суворих законів, які регулюють відносини між типами психічних подій і типами фізичних подій. Цими тезами Девідсон стверджував, що причинно-наслідкові зв'язки між розумовою і фізичною діями складаються тільки між розумовими токенами, але розумові події, як типи, є аномальними. Це в кінцевому результаті забезпечує токен — фізизм і зв'язок між психічним і фізичним, дотримуючись автономії ментального (Malpas, 2005, § 2).

### Істина і сенс
1967 року Девідсон опублікував роботу «Істина і сенс», у якій стверджував, що будь-яка мова має бути закріплена в кінцевому вигляді, навіть якщо вона здатна до теоретично нескінченного числа виразів, як можна припустити, і природні людські мови також. Якщо б це неможливо було сформулювати кінцевим чином, мову не можна було б вивчити з допомогою кінцевого емпіричного методу, наприклад, як люди вивчають свої мови. Звідси випливає, що для будь-якої природної мови повинна бути можливість дати теоретичну семантику, яка могла б дати значення нескінченного числа пропозицій на основі кінцевої системи аксіом. Далі, серед іншого, Рудольф Карнап (Вступ до семантики, Гарвард, 1942, 22). Девідсон також стверджував, що «давати сенс пропозиції» було рівнозначно формулюванням його умов істинності, як стимулювання сучасної роботи до істинно-умовної семантики. Підсумовуючи, він запропонував можливість розрізняти кінцеве число різноманітних граматичних особливостей мови і для кожної з них пояснювати роботу таким чином, щоб генерувати тривіальні (явно правильні) твердження про справжні умови (нескінченно багато) пропозицій використання цієї функції. Таким чином, кінцева теорія значення може бути надана для природної мови; перевірка її правильності полягає в тому, що вона створить (якщо стосовно мови, в якій вона була сформульована), всі пропозиції виду «p» істинні тоді і тільки тоді, коли p. («Сніг білий» є істинним, якщо й тільки якщо сніг — білий). Їх називають Т-реченнями: Девідсон взяв ідею від Альфреда Тарського.
Ця робота була спочатку прочитана в його Джон Локк лекції в Оксфорді і запустила великі зусилля багатьох філософів до розробки семантичних теорій Davidsonian на природній мові. Сам Девідсон вніс багато деталей для такої теорії в есе про цитати, непрямий дискурс і опис дій.

### Знання і увірування
Після 1970-х років філософією свідомості Девідсона надихнулися Кріпке, Гіларі Патнем та Кіт Доннеллан. Він запропонував низку тривожних контрприкладів до того, що це по суті можна назвати дескриптською теорією утримання. Погляди, що важко притримуються в Бертрана Рассельській теорії опису, постановляють, що референт імені, на який предмет або особа посилається, визначається переконаннями людини, які пов'язані з цим об'єктом. Кріпке і його співавтори говорили, що ця теорія є недостойною. Вони стверджували, що насправді вірування та назви людини залежать більшою мірою (або повністю) від того, як вони отримані. Можна дізнатися, як вони використовуються від їхніх перших референтів до учасника розмови.
Девідсон використав цю теорію, у 1980-х роках у його роботі розглядаються проблеми, пов'язані з віруваннями першої особи до вірувань другої та третьої особи. Схоже, що вірування першої особи («я голодую») приходять різними способами від вірувань третьої особи (чужа віра в мене, що «він голодний»). Як може бути, що вони мають однаковий вміст?
Девідсон спробував відповісти на це питання за допомоги з'єднання цього питання з іншим питанням: як можуть дві людини мати однакові переконання щодо одного зовнішнього об'єкта? Як відповідь, він пропонує картину тріангуляції: уявлення про себе, уявлення про інших людей та уявлення про світ, які приходять у спільне існування.
Можливо, багато філософів протягом усієї історії спокушалися спрощенням двох цих типів вірувань і знань к іншому: Рене Декарт і Девід Юм вважали, що найперше знання людини — це самопізнання. (Можливо, Фрідріх Шеллінг і Еммануель Левинас установили, що люди починають з переконання тільки про інших людей.) На думку Девідсона, не можливо, щоб людина мала тільки один з трьох видів психічного змісту. Той, хто має переконання одного з видів, повинен мати переконання двох інших видів.

### Радикальна інтерпретація
Робота Девідсона добре зазначена за її єдність. Він використав аналогічний підхід до широкого кола філософських проблем. Радикальна інтерпретація є гіпотетичною точкою зору, яку Девідсон розглядає як основну для дослідження мови, розуму, дії та знання. Радикальна інтерпретація передбачає уявлення того, що ви потрапили у спільноту, у якій говорять мовою, яку ви не розумієте взагалі. Як ви могли зрозуміти мову? Можна вивести ствердження, що ви знаєте теорію, яка генерує теореми для форми s, що означає p для кожного речення об'єктної мови (тобто мови спільноти), де s — ім'я речення об'єктної мови, а p — це вирок, або переведення його на метамову, в якому теорія виражається. Тим не менш, Девідсон відхиляє цю пропозицію на підставі, того що пропорціональний оператор означає, що чутливий не тільки для розширень термінів, які за ним слідують, але для їх намірів. Таким чином, Девідсон замінює означає, що сполучниковим чутливим  тільки для пропозицій. Натомість розширення речення є його значення істинності, це правда функціональної сполучності. Девідсон обирає подвійну умову (якщо і тільки якщо), як сполучну, необхідну в теорії значення. Він доходить висновку, що теорія значення  повинна бути такою, щоб для кожного речення об'єктною мовою, воно створювало теорему форми, в якій s -  істинно, якщо і тільки якщо p'. Теорія істини для мови може служити теорією значення.
Важливість цього висновку полягає в тому, що вона дає підстави Девідсону спиратися на роботи Альфреда Тарського щодо наділення природою теорії значення. Тарський показав, як ми можемо наділити штучні мови композиційною теорією істини. Таким чином, Девідсон приймає три питання, які будуть основою для радикальної інтерпретації. По-перше, чи можна представити теорію істини для природної мови? По-друге, з огляду на правдоподібні докази, доступні для радикального перекладача, чи можуть вони побудувати і перевірити теорії істини для мови, яку хочуть інтерпретувати? По-третє, чи буде достатньо тримати теорію правди радикальному перекладачу, щоб зрозуміти мову? Девідсон, за допомоги роботи Тарського, довів, що відповідь на перше питання — ствердна.
Девідсон зазначає, що переконання і смисли невіддільні. Особа утримує правду речення, засновану на тому, у що вона вірить і що вона приймає за значення речення. Якби перекладач знав, що особа вважає за правду речення, то сенс речення можна було б вивести. Навпаки, якби перекладач знав, що особа знала, що перекладач мав на увазі в реченні, що ця особа приймає за правду, то віру співбесідника можна вивести. Так, що Девідсон не припускає, що перекладач має доступ до вірувань, як доказів, оскільки перекладач тоді напрошується на питання. Навпаки, Девідсон припускає, те що перекладач може визначити щось по р, коли співбесідник вважає речення правдою, не знаючи нічого о конкретній вірі о значенні. Це дозволяє перекладачеві побудувати гіпотезу, що стосується співбесідника і висловлювання до конкретного стану справ в конкретний момент часу.
Девідсон стверджує, що, оскільки мова є композиційною, вона також є і комплексною: речення засновані на значенні слів, але значення слова залежить від сукупності речень, в яких воно з'являється. Це цілісне обмеження, поряд з вимогою теорії істини були законо-подібною, достатнє для того, щоб мінімізувати невизначеність для успішної комунікації, саме для того, щоб вона відбулася.

Підбиваючи підсумки, радикальна інтерпретація моментів є необхідною і достатньою для того, щоб контакт був. Щоб впізнати співбесідників, як співбесідників, їхні переконання повинні бути переважно послідовними і правильними; невизначеність значення не підтримує контакту, але вона повинна бути достатньо обмежена.
Я прийшов до висновку, що не існує такого поняття, як мова, якщо мова не схожа на те, що припускали багато філософів і лінгвістів. Тому немає такого, чому можна навчитися, освоїти чи народитися. Ми повинні відмовитися від ідеї чітко визначеної спільної структури, яку отримують користувачі мови та потім застосовують до випадків. І ми повинні знову спробувати сказати, як конвенція в будь-якому важливому сенсі залучена до мови; або, як я вважаю, нам слід відмовитися від спроб висвітлити, як ми спілкуємося, звертаючись до конвенцій.— "Добрий департамент епіграфів," Правда і ітепрітация
, 446, 446

## Нагороди
- Нагорода Джин Нікода (1995)

## Праці
- Decision-Making: An Experimental Approach, у авторстві з Патріком Суппесом та Сідні Сігел[en]. Stanford: Видавництво Стенфордського університету[en]. 1957.
- "Actions, Reasons, and Causes," Journal of Philosophy, 60, 1963. (Reprinted in Davidson, 2001a.)
- "Truth and Meaning," Synthese, 17, 1967. (Reprinted in Davidson, 2001b.)
- "Mental Events," in Experience and Theory, Foster and Swanson (eds.). London: Duckworth. 1970. (Reprinted in Davidson, 2001a).
- "Agency," in Agent, Action, and Reason, Binkley, Bronaugh, and Marras (eds.), Toronto: University of Toronto Press. 1971. (Reprinted in Davidson, 2001a.)
- "Radical Interpretation," Dialectica, 27, 1973, 313–328. (Reprinted in Davidson, 2001b.)
- Semantics of Natural Languages, Davidson, Donald and Gilbert Harman (eds.), 2nd ed. New York: Springer. 1973.
- Plato's ‘Philebus’, New York: Garland Publishing. 1990.
- Essays on Actions and Events, 2nd ed. Oxford: Оксфордська університетська преса. 2001a.
- Inquiries into Truth and Interpretation, 2nd ed. Oxford: Oxford University Press. 2001b.
- Subjective, Intersubjective, Objective. Oxford: Oxford University Press. 2001c.
- Problems of Rationality, Oxford: Oxford University Press. 2004.
- Truth, Language, and History: Philosophical Essays, Oxford: Oxford University Press. 2005.
- Truth and Predication.  Cambridge, Mass.: Видавництво Гарвардського університету. 2005. ISBN 978-0-674-01525-8
- The Essential Davidson. Oxford: Oxford University Press. 2006.

## Також дивіться
- Список лауреатів премії Жан Нікод[en]
- Список американських філософів[en]

## Також читайте
- Dasenbrock, Reed Way (ed.). Literary Theory After Davidson. University Park: Pennsylvania University Press. 1993.
- Hahn, Lewis Edwin (ed.). The Philosophy of Donald Davidson, Library of Living Philosophers XXVII. Chicago: Open Court. 1999.
- Kotatko, Petr, Peter Pagin and Gabriel Segal (eds.). Interpreting Davidson. Stanford: CSLI Publications. 2001.
- Evnine, Simon. Donald Davidson. Stanford: Stanford University Press. 1991.
- Kalugin, Vladimir. "Donald Davidson (1917—2003), " Internet Encyclopedia of Philosophy, 2006. (link [Архівовано 24 липня 2009 у Wayback Machine.])
- Lepore, Ernest and Brian McLaughlin (eds.). Actions and Events: Perspectives on the Philosophy of Donald Davidson. Oxford: Basil Blackwell. 1985.
- Lepore, Ernest (ed.). Truth and Interpretation: Perspectives on the Philosophy of Donald Davidson. Oxford: Basil Blackwell. 1986.
- Lepore, Ernest and Kirk Ludwig. "Donald Davidson, " Midwest Studies in Philosophy, September 2004, vol. 28, pp. 309–333.
- Lepore, Ernest and Kirk Ludwig. Donald Davidson: Meaning, Truth, Language and Reality. Oxford: Oxford University Press. 2005.
- Lepore, Ernest and Kirk Ludwig. Donald Davidson's Truth-Theoretic Semantics. Oxford: Oxford University Press. 2007.
- Ludwig, Kirk (ed.). Donald Davidson. Cambridge: Cambridge University Press. 2003.
- Ludwig, Kirk. «Donald Davidson: Essays on Actions and Events.» In Classics of Western Philosophy: The Twentieth Century: Quine and After, vol. 5., John Shand (ed.), Acumen Press, 2006, pp. 146–165.
- Malpas, Jeffrey. Donald Davidson and the Mirror of Meaning: Holism, Truth, Interpretation. Cambridge: Cambridge University Press. 1992.
- Malpas, Jeffrey. "Donald Davidson, " [Архівовано 11 березня 2017 у Wayback Machine.] Stanford Encyclopedia of Philosophy, 2005.
- Preyer, Gerhard, Frank Siebelt, and Alexander Ulfig (eds.). Language, Mind and Epistemology: On Donald Davidson's Philosophy. Dordrecht: Kluwer Academic Publishers. 1994.
- Ramberg, Bjorn. Donald Davidson's Philosophy of Language: An Introduction. Oxford: Basil Blackwell. 1989.
- Romaneczko, Marta E. The Role of Metalanguage in Radical Interpretation. Journal of Consciousness Studies. 2007.
- Stoecker, Ralf (ed.). Reflecting Davidson. Berlin: W. de Gruyter. 1993.
- Uzunova, Boryana. The ‘World’ of Donald Davidson: Some Remarks on the Concept. in: Philosophia: E-Journal of Philosophy and Culture — 1/2012.
- Vermazen, B., and Hintikka, M. Essays on Davidson: Actions and Events. Oxford: Clarendon Press. 1985.
- Zeglen, Ursula M. (ed.). Donald Davidson: Truth, Meaning and Knowledge. London: Routledge. 1991.